# Trường Cao đẳng Sư phạm Long An

## Thông tin chung
- Địa chỉ:Km 1952 Quốc lộ 1, phường Khánh Hậu, Tp. Tân An, tỉnh Long An.
- ĐT: (72) 351 2281

## Các ngành đào tạo cao đẳng
1. SP Tin học
2. SP Âm nhạc
3. SP Mĩ thuật
4. SP Anh văn
5. Giáo dục thể chất – Công tác đội
6. Giáo dục Tiểu học
7. Giáo dục mầm non
8. Tiếng Anh (ngoài SP)
9. Tin học (ngoài SP)

## Định hướng phát triển
Theo quy hoạch của tỉnh Long An: Trong thời gian tới Trường Cao đẳng sư phạm Long An sẽ trở thành Trường Cao đẳng Long An.